# Berula erecta
La arsafraga (Berula erecta) es una especie de planta herbácea perteneciente a la familia Apiaceae.

## Descripción
Es una planta perenne que forma estolones en la base donde las raíces se encuentran en el fango, a menudo bajo el agua. Tiene tallos huecos y umbelas de flores blancas. 
 B. erecta guarda parecido con Apium nodiflorum y muestra un olor similar, pero se distingue por presentar 4-7 brácteas (en lugar de 0-3) y un nudo en la parte inferior del pecíolo de las hojas basales. 

## Hábitat
Se encuentra a orillas de fuentes, charcas y cursos de agua con corriente remansada y en pastos temporalmente encharcados con suelo algo nitrogenado en alturas de 250 a 1 000 metros.

## Distribución
Se distribuye por Asia, América del Norte, América del Sur y por casi toda Europa, incluida gran parte de la península ibérica.

## Propiedades
El berro se emplea principalmente en afecciones del hígado en Michoacán, para lo cual se debe tomar el agua fresca preparada con las hojas licuadas y coladas. En Durango, esta misma preparación suele usarse para la sangre.
En Chiapas, se le utiliza contra la disentería, padecimiento que se caracteriza por dolor de estómago, asientos, escalofrío y cólicos, además de hacer pura "agua"; cuando la disentería es roja hay hilos de sangre en las heces fecales; si se trata de disentería blanca, entonces hay ligas blancas en el excremento, “es pura agua con espuma”; en este caso se emplean las hojas molidas junto con poleo (Satureja brownei).
Asimismo, contra el dolor de estómago y vómito se bebe la infusión después de que al enfermo se le da un baño.
Por otro lado, se recomienda la raíz del berro, molida con cacao (sp. n/r) y con la planta de poleo para colocar en forma de emplasto en caso de erisipela o vergüenza, descrita como “granitos que salen en la cara, la cual se hincha”. Además, sirve como secante de granos, aplicando las hojas molidas, sólo o con poleo.

## Taxonomía
La especie fue descrita inicialmente como Sium erectum por William Hudson y publicada en Flora Anglica 103, en 1762, actualmente, es tanto un sinónimo como el basónimo de esta; y ulteriormente sería transferida al género Berula por Frederick Vernon Coville en Contributions from the United States National Herbarium 4: 115, en 1893.

#### Etimología
Ver: Berula
erecta: epíteto latino que significa "erecta".

## Galería

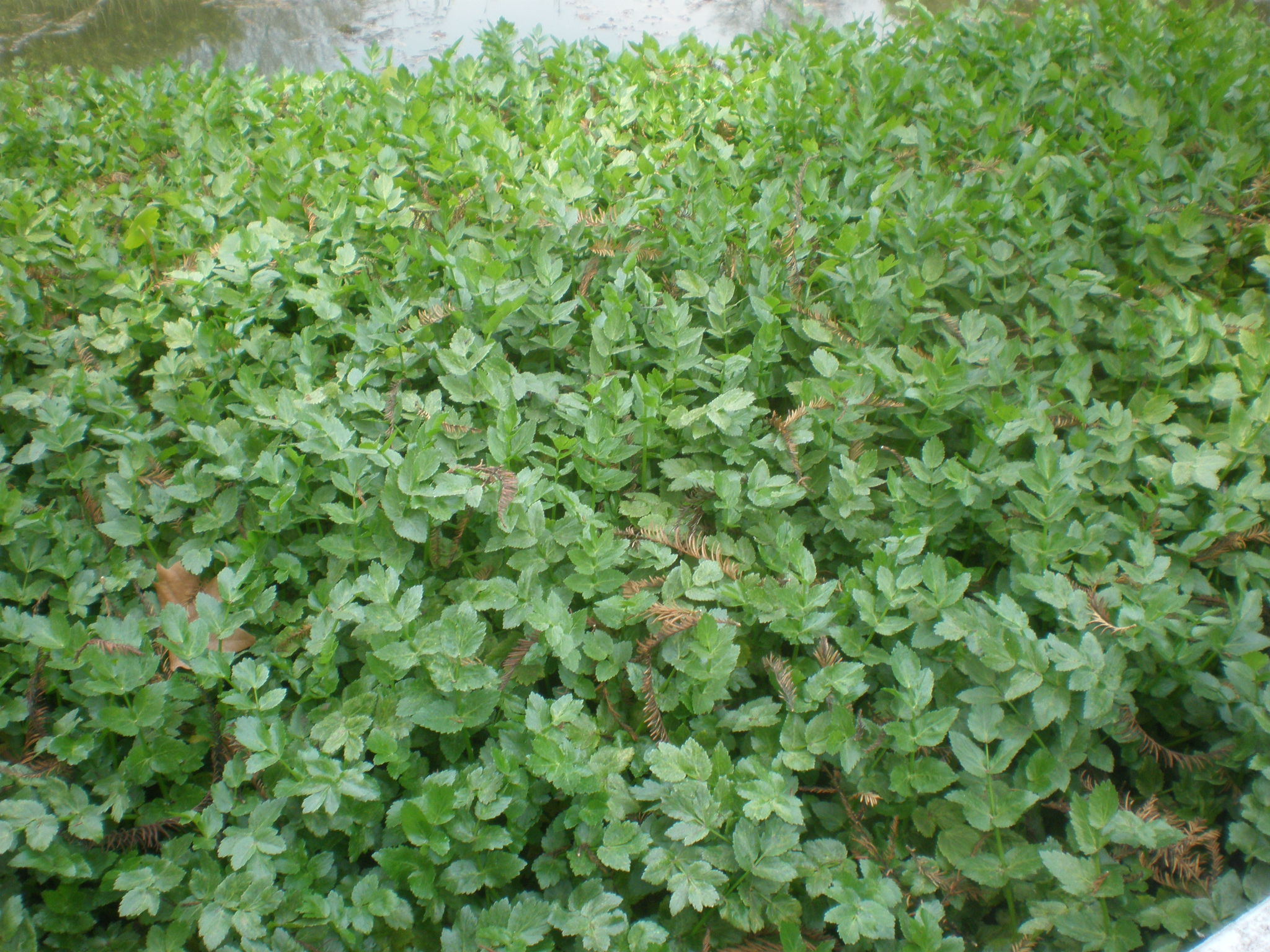
En su hábitat
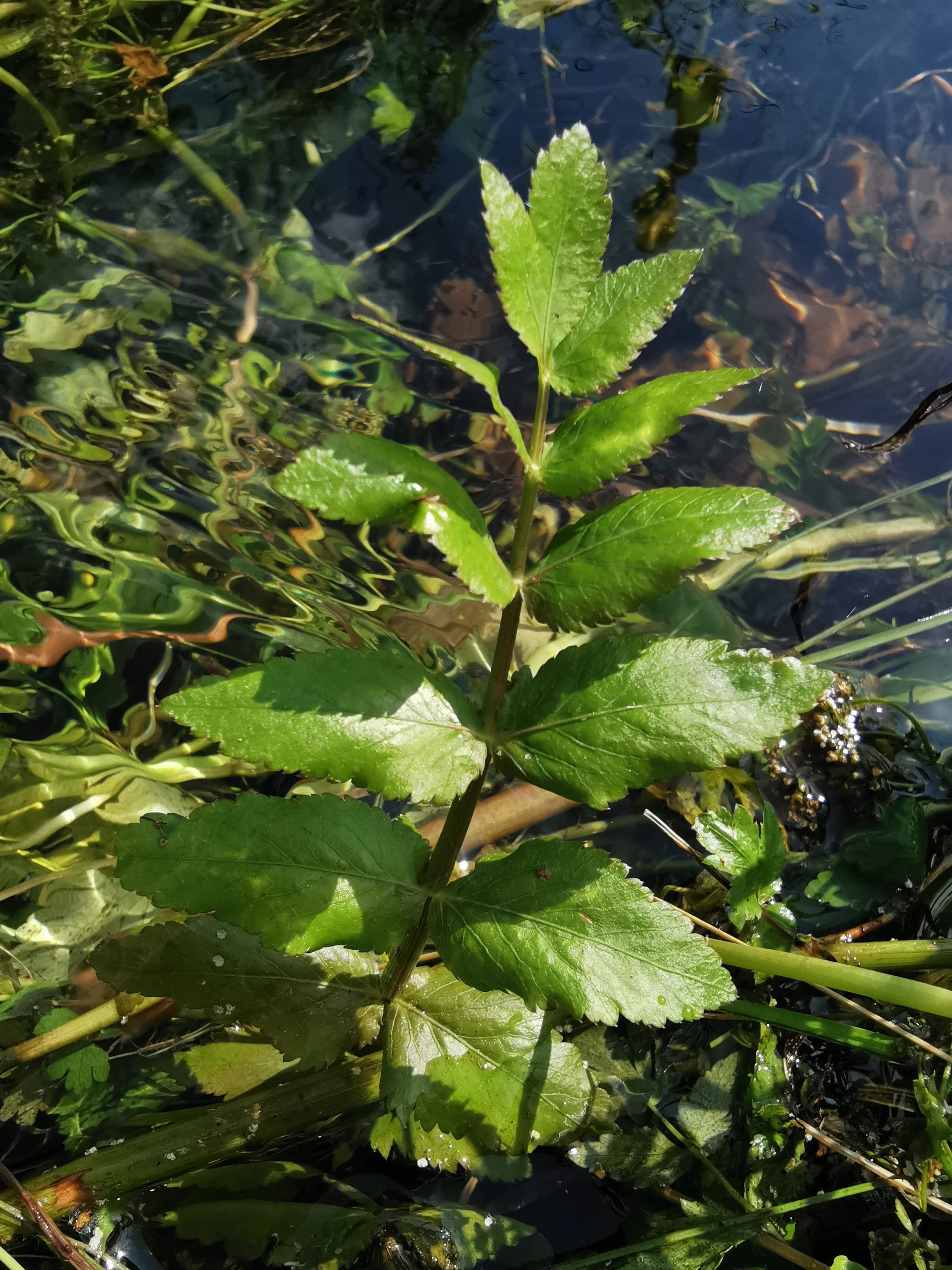
Detalle de las hojas
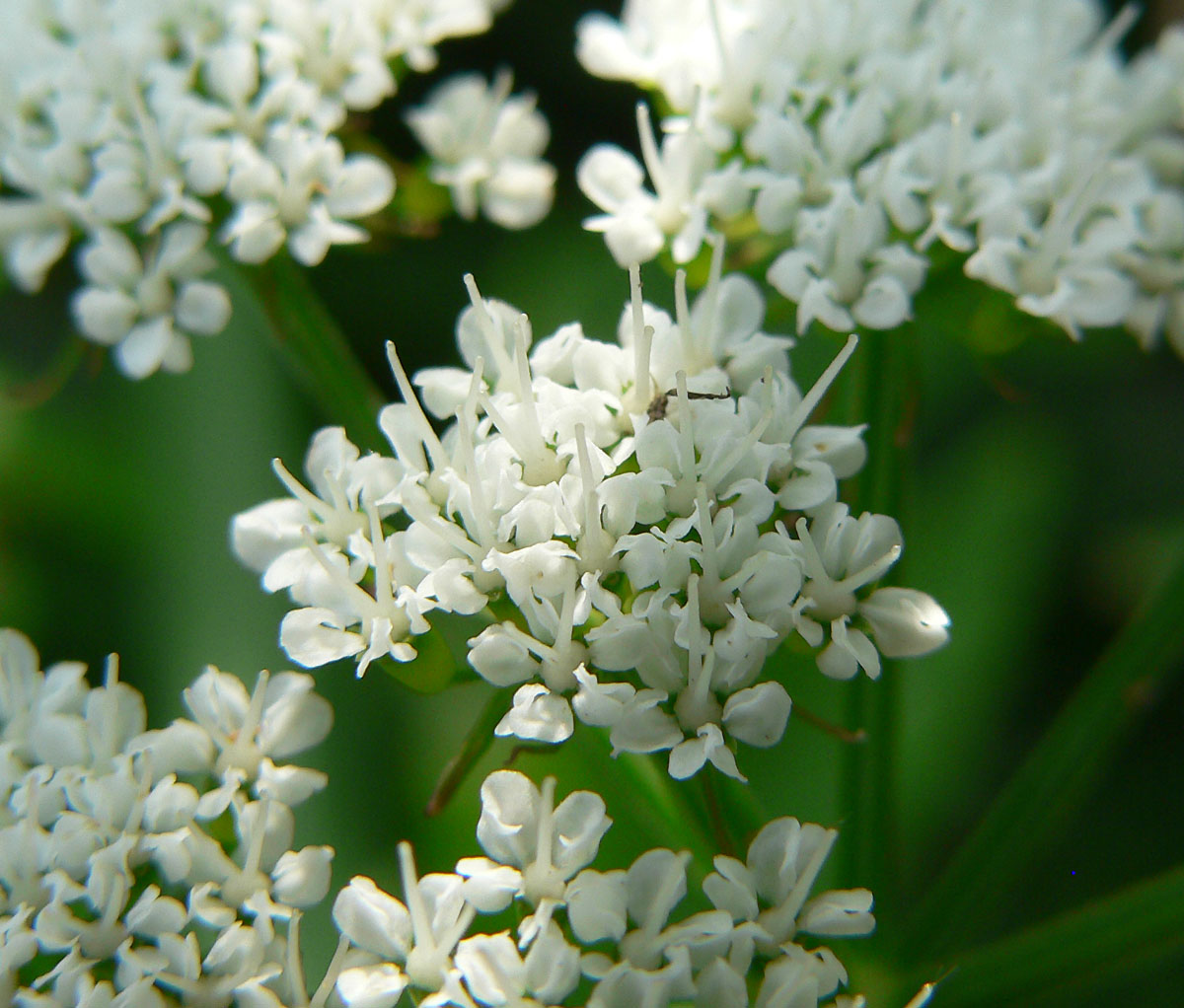
Inflorescencia
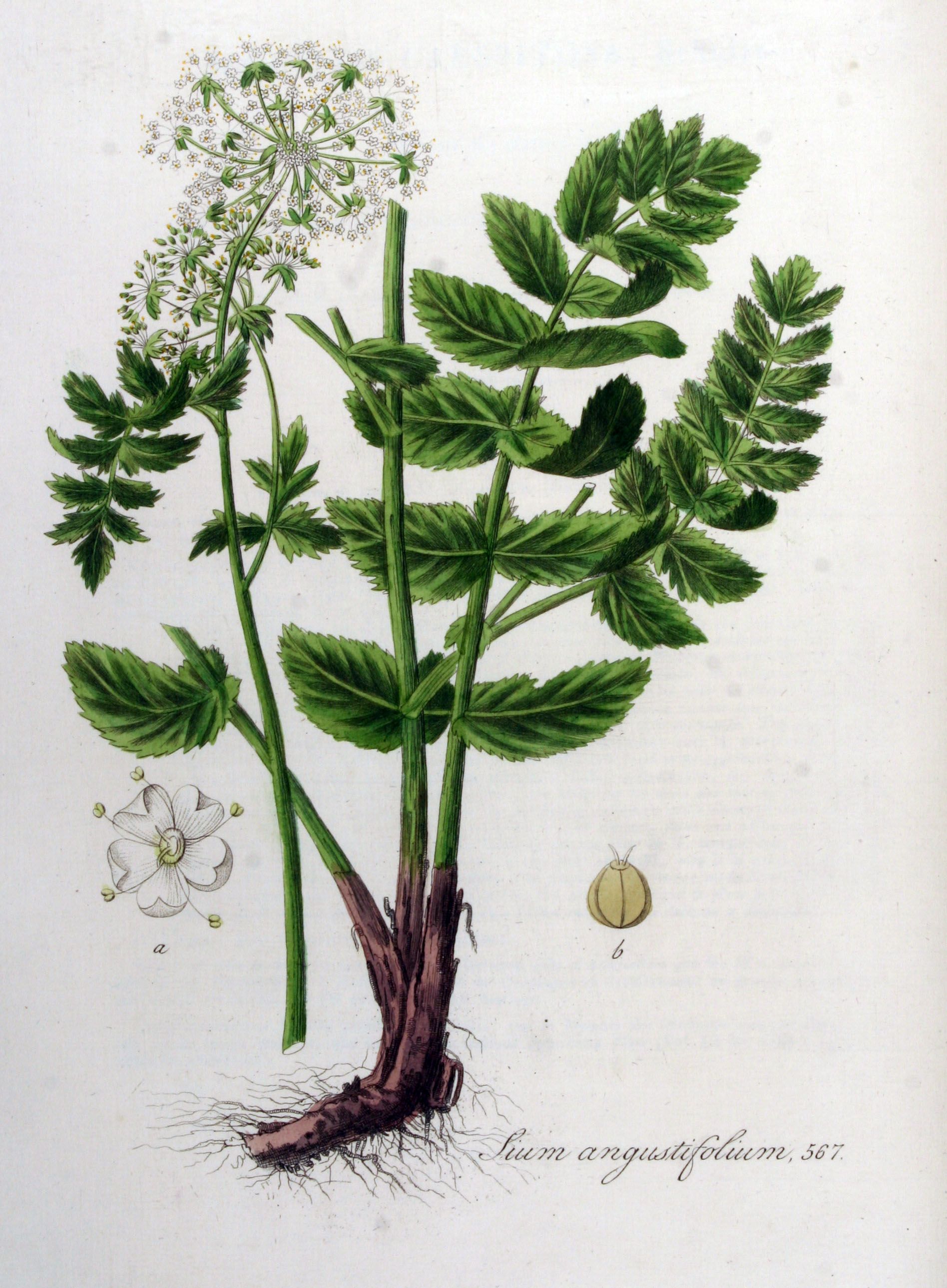
Ilustración de la especie (bajo el sinónimo Sium angustifolium) en Flora Batava of Afbeelding en Beschrijving van Nederlandsche Gewassen, Vol. VIII, 1853.

## Nombres comunes
- Castellano: Arsafraga, arzafraga, berra, berraña, berras, berraza, berraza de hoja angosta, berrera, berrera borde, berrera mala, berro falso, chirivía, sio.[7]